# Sollefteå (comuna)
Sollefteå (em sueco: Sollefteå kommun; pronúncia) é uma comuna do Norte da Suécia.                                         Pertence ao condado de Västernorrland.                                                   Sua capital é a cidade de Sollefteå.                                  Possui 5 396 quilômetros quadrados e segundo censo de 2022, havia 18 667 habitantes.

## Comunicações
A comuna de Sollefteå é atravessada pela estrada nacional 90 (Härnösand – Sollefteå - Vilhelmina).

Långsele – uma localidade a 10 km a oeste de Sollefteå - é um  nó ferroviário, com ligações a Ånge, Vännäs, Sundsvall e  Härnösand.